# Municipio de East Eldorado
El municipio de East Eldorado (en inglés: East Eldorado Township) es un municipio ubicado en el condado de Saline en el estado estadounidense de Illinois. En el año 2010 tenía una población de 5906 habitantes y una densidad poblacional de 62,15 personas por km².

## Geografía
El municipio de East Eldorado se encuentra ubicado en las coordenadas 37°49′6″N 88°25′42″O / 37.81833, -88.42833. Según la Oficina del Censo de los Estados Unidos, el municipio tiene una superficie total de 95.02 km², de la cual 94.47 km² corresponden a tierra firme y (0.58%) 0.55 km² es agua.

## Demografía
Según el censo de 2010, había 5906 personas residiendo en el municipio de East Eldorado. La densidad de población era de 62,15 hab./km². De los 5906 habitantes, el municipio de East Eldorado estaba compuesto por el 97.73% blancos, el 0.56% eran afroamericanos, el 0.22% eran amerindios, el 0.08% eran asiáticos, el 0.05% eran isleños del Pacífico, el 0.34% eran de otras razas y el 1.02% pertenecían a dos o más razas. Del total de la población el 0.97% eran hispanos o latinos de cualquier raza.